# Технічне креслення

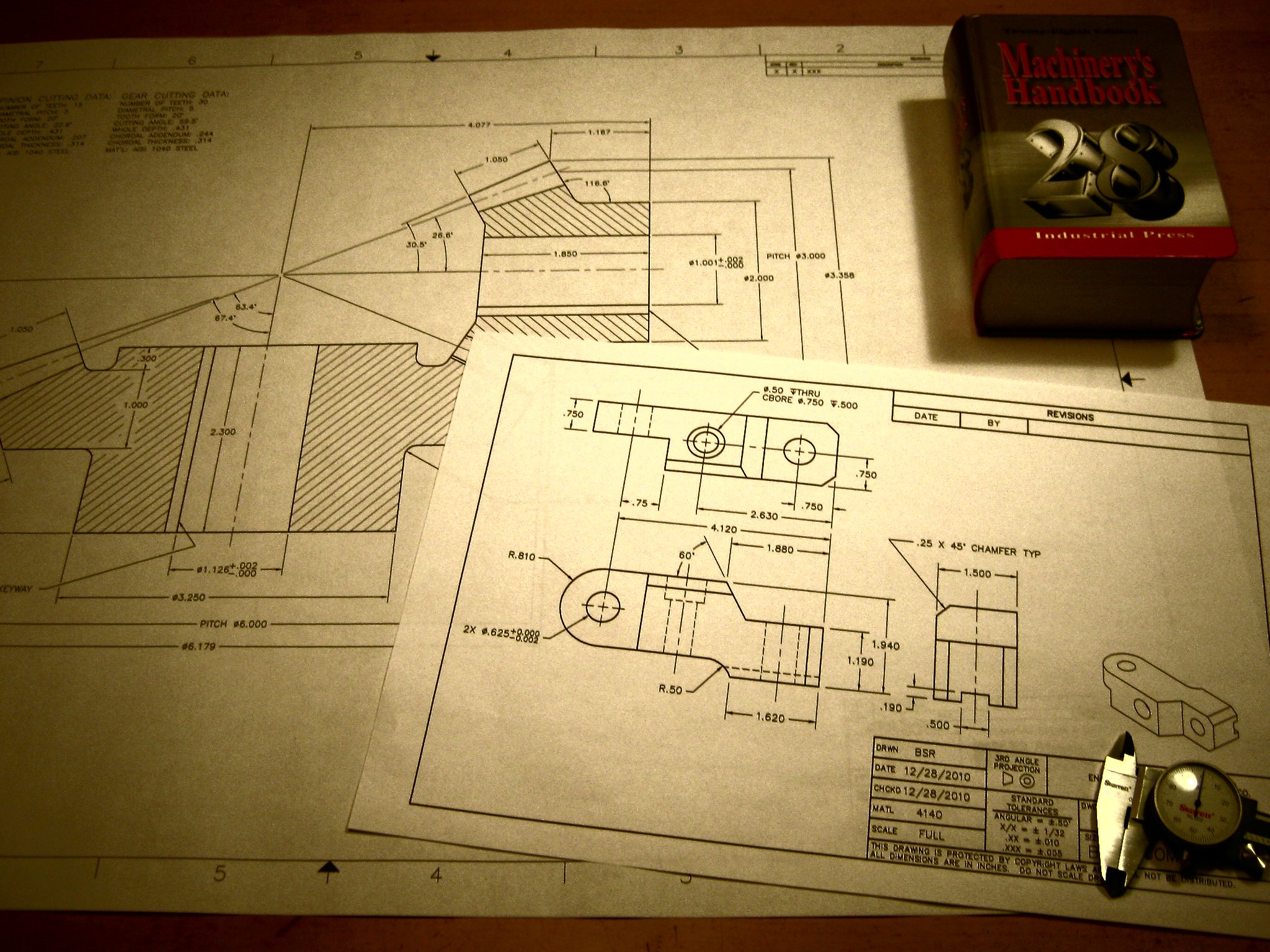
Машинобудівні кресленики

Техні́чне кре́слення — курс креслення, в якому розглядаються прийоми і правила виконання та оформлення креслеників машин та їх деталей, конструкцій, будівель та інших технічних об'єктів. 
Технічні кресленики, як важлива складова частина конструкторської документації, визначають конструкцію виробу та містять необхідні дані для розроблення, виготовлення, контролю, монтажу, експлуатації та ремонту виробу. Такі кресленики повинні містити вичерпні відомості не тільки про форму та будову, а й про розміри, з'єднання деталей, матеріали, якість обробки поверхонь, необхідні для виготовлення деталей і складання виробу. На основі даних з креслеників розробляють всі інші технічні документи (карти технологічних процесів, інструкції, технічні умови та ін.), необхідні для здійснення виробничого процесу.
Курс «Технічне креслення» базується на теоретичних основах нарисної геометрії та проєкційного креслення і є основою технічної підготовки інженерів.

## Термінологія
В українській мові у значенні терміна «креслення» (документ) вживається «кресленик» та «креслюнок».
За ДСТУ 3321:2003 у системі конструкторської документації, у довідковій та навчально-методичній літературі, що стосується конструкторської документації слід вживати «кресленик» (слово «креслення» вживається лише у значенні процесу створення кресленика).

## Підрозділи технічного креслення
У кожній галузі виробництва зміст креслеників має свої особливості (зображення специфічних для цієї галузі об'єктів). Звідси походять назви окремих підрозділів технічного креслення:
- Машинобудівне креслення
- Будівельне креслення
- Суднобудівне креслення
- Топографічне креслення

## Класифікація креслеників
За змістом і призначенням кресленики у технічному кресленні поділяються на такі види:
- кресленик деталі (робоче креслення) — кресленик, який містить зображення деталі та інші дані, необхідні для її виготовлення і контролю;
- складальний кресленик (кресленик складальної одиниці) — кресленик, що зображує вироби, (складальні одиниці) та інші дані, необхідні для їх складання (виготовлення) і контролю;
- кресленик загального виду — кресленик, який визначає конструкцію виробу, взаємодію його складових частин і пояснює принцип роботи виробу;
- теоретичний кресленик — кресленик, який визначає геометричну форму (обриси) виробу і координати розташування складових частин;
- габаритний кресленик — кресленик, що містить контурне (спрощене) зображення виробу з габаритними, установними і приєднувальними розмірами;
- монтажний кресленик — кресленик, який містить контурне (спрощене) зображення виробу, а також дані, необхідні для його встановлення (монтажу) на місці експлуатації;
- кресленик на пакування — кресленик, що містить дані, необхідні для запаковування виробу.

Відповідно до етапів виробничого процесу (виготовлення заготовок і деталей, складання виробів, налаштування і т.п.), а також залежно від їхнього призначення й використання всі машинобудівні кресленики діляться на такі види:
- кресленики виробів основного виробництва, що зображують вироби, що виготовляються даним виробництвом, і їхні складові частини;
- кресленики виробів допоміжного виробництва — спеціальних інструментів, пристроїв, моделей, прес-форм і т.д., призначених для виготовлення виробів основного виробництва;
- кресленики технологічні — кресленики, що зображують заготовки, а також кресленики, призначені для виконання й контролю окремих технологічних операцій;
- кресленики експлуатаційні — графічні документи, що пояснюють інструкції з налаштування, регулювання, обслуговування виробів і їхніх частин;
- кресленики заявочні й патентні — кресленики, що стосуються  оформлення документів винахідництва і раціоналізації.

Кожен з перерахованих видів креслеників складається із зображення виробу (групи, вузла, деталі), різних написів, що розміщують як безпосередньо в самих зображеннях, так і на вільному від них полі кресленика, розмірів і різних умовних позначок. Незалежно від типу, призначення й змісту всі технічні кресленики виконуються й оформляються за однаковими правилами, встановленими стандартами. Ці правила спрощують креслярські роботи, надають графічним документам більшої однозначності і полегшують їхнє 
читання.

## Перелік нормативних документів які відносяться (можна віднести) до Кресленики технічні
Перелік нормативних документів які визначають вимоги до технічного кресленика та чинні в Україні.

### Загальне
- ДСТУ 3321:2003 Система конструкторської документації. Терміни та визначення основних понять
- ДСТУ ISO 128-1:2005 Кресленики технічні. Загальні принципи оформлювання. Частина 1. Передмова та покажчик понять (ISO 128-1:2003, IDT)
- ДСТУ ISO 128-15:2018 Технічна документація на продукцію (TPD). Загальні принципи подання. Частина 15. Подання суднобудівельних креслеників (ISO 128-15:2013, IDT)
- ДСТУ ISO/TS 128-71:2018 Технічна документація на продукцію (TPD). Загальні принципи подання. Частина 71. Спрощене подання машинобудівельних креслеників (ISO/TS 128-71:2010, IDT)
- ДСТУ ГОСТ 2.001:2006 ЄСКД. Загальні положення (ГОСТ 2.001-93, IDT)

### Основні положення
- ГОСТ 2.105-95 ЕСКД. Общие требования к текстовым документам.
- ГОСТ 2.106-96 ЕСКД. Текстовые документы.

### Шрифти
- ДСТУ ISO 3098-0:2006 Документація технічна на вироби. Шрифти. Частина 0. Загальні вимоги (ISO 3098-0:1997)

- ДСТУ EN ISO 3098-1:2018 Технічна документація на продукцію. Написи. Частина 1. Загальні вимоги (EN ISO 3098-1:2015, IDT; ISO 3098-1:2015, IDT)
- ДСТУ ISO 3098-2:2007 Документація технічна на вироби. Шрифти. Частина 2. Латинська абетка, цифри і знаки (ISO 3098-2:2000, IDT)
- ДСТУ ISO 3098-3:2007 Документація технічна на вироби. Шрифти. Частина 3. Грецька абетка (ISO 3098-3:2000, IDT)
- ДСТУ ISO 3098-4:2007 Документація технічна на вироби. Шрифти. Частина 4. Діакритичні і окремі знаки латинської абетки (ISO 3098-4:2000, IDT)
- ДСТУ ISO 3098-5:2007 Документація технічна на вироби. Шрифти. Частина 5. Написання латинської абетки, цифр і знаків засобами автоматизованого проектування (ISO 3098-5:1997, IDT)

- ДСТУ ISO 3098-6:2007 Документація технічна на вироби. Шрифти. Частина 6. Кирилична абетка (ISO 3098-6:2000, IDT)

### Масштаби
- ДСТУ ISO 5455:2005 Кресленики технічні. Масштаби

### Лінії
- ДСТУ ISO 128-20:2003 Кресленики технічні. Загальні принципи подавання. Частина 20. Основні положення про лінії (ISO 128-20:1996, IDT)
- ДСТУ ISO 128-21:2005 Кресленики технічні. Загальні принципи оформлення. Частина 21. Лінії, виконані автоматизованим проектуванням (ISO 128-21:1997, IDT)
- ДСТУ ISO 128-23:2005 Кресленики технічні. Загальні принципи оформлення. Частина 23. Лінії на будівельних креслениках
- ДСТУ ISO 128-24:2018 Кресленики технічні. Загальні принципи подання. Частина 24. Лінії на машинобудівних креслениках (ISO 128-24:2014, IDT)
- ДСТУ ISO 128-25:2018 Кресленики технічні. Загальні принципи подання. Частина 25. Лінії на суднобудівельних креслениках (ISO 128-25:1999, IDT)

### Формати
- ДСТУ ISO 5457:2006 Документація технічна на вироби. Кресленики. Розміри та формати (ISO 5457:1999, IDT)

### Основний напис
- ДСТУ ГОСТ 2.104:2006 ЄСКД. Основні написи (ГОСТ 2.104-2006, IDT)
- ДСТУ EN ISO 7200:2005 Розроблення технічної документації. Графи у штампах та основних написах

### Оформлення
- ДСТУ ISO 128-22:2005 Кресленики технічні. Загальні принципи оформлення. Частина 22. Основні положення та правила застосування ліній-виносок i полиць ліній-виносок (ISO 128-22:1999, IDT)
- ДСТУ EN ISO 1302:2018 Технічні вимоги до геометричних характеристик продукції (GPS). Познака зовнішньої текстури в технічній документації на продукцію (EN ISO 1302:2002, IDT; ISO 1302:2002, IDT).
- ДСТУ EN ISO 6433:2018 Кресленики технічні. Позначення деталей (EN ISO 6433:2012, IDT; ISO 6433:2012, IDT)
- ДСТУ ISO 7573:2018 Технічна документація на продукцію. Специфікація на запасні частини (ISO 7573:2008, IDT)

### Подання елементів
- ДСТУ EN ISO 5845-1:2018 Кресленики технічні. Спрощене подання кріпильних деталей у складальних вузлах. Частина 1. Загальні принципи (EN ISO 5845-1:1999, IDT; ISO 5845-1:1995, IDT)
- ДСТУ ISO 5845-2:2018 Кресленики технічні. Спрощене подання кріпильних деталей у складальних вузлах. Частина 2. Заклепки для аерокосмічного устатковання (ISO 5845-2:1995, IDT)
- ДСТУ EN ISO 5261:2018 Кресленики технічні. Спрощене подання перерізу прутків та профілів (EN ISO 5261:1999, IDT; ISO 5261:1995, IDT)

- ДСТУ EN ISO 6410-1:2018 Кресленики технічні. Нарізі та нарізні деталі. Частина 1. Загальні положення (EN ISO 6410-1:1996, IDT; ISO 6410-1:1993, IDT)

- ДСТУ EN ISO 6410-2:2018 Кресленики технічні. Нарізі та нарізні деталі. Частина 2. Вкладиші ґвинтових нарізей (EN ISO 6410-2:1996, IDT; ISO 6410-2:1993, IDT)
- ДСТУ EN ISO 6410-3:2018 Кресленики технічні. Нарізі та нарізні деталі. Частина 3. Спрощене подання (EN ISO 6410-3:1996, IDT; ISO 6410-3:1993, IDT)
- ДСТУ EN ISO 6411:2018 Кресленики технічні. Спрощене подання центральних отворів (EN ISO 6411:1997, IDT; ISO 6411:1982, IDT)
- ДСТУ EN ISO 6412-1:2018 Технічна документація на продукцію. Спрощене подання трубопроводів. Частина 1. Загальні правила та ортогональне подання (EN ISO 6412-1:2018, IDT; ISO 6412-1:2017, IDT)
- ДСТУ EN ISO 6412-2:2018 Кресленики технічні. Спрощене подання трубопроводів. Частина 2. Ізометрична проекція (EN ISO 6412-2:2018, IDT; ISO 6412-2:2017, IDT)
- ДСТУ EN ISO 6412-3:2018 Кресленики технічні. Спрощене подання трубопроводів. Частина 3. Арматура для вентиляційних та дренажних систем (EN ISO 6412-3:2018, IDT; ISO 6412-3:2017, IDT)

- ДСТУ EN ISO 6413:2018 Кресленики технічні. Подання виступів і пазів (EN ISO 6413:1994, IDT; ISO 6413:1988, IDT)
- ДСТУ EN ISO 6414:2018 Кресленики технічні для лабораторного скляного посуду (EN ISO 6414:1994, IDT; ISO 6414:1982, IDT)

### Види
- ДСТУ ISO 128-30:2005 Кресленики технічні. Загальні принципи оформлення. Частина 30. Основні положення про види (ISO 128-30:2001, IDT)
- ДСТУ ISO 128-34:2005 Кресленики технічні. Загальні принципи оформлення. Частина 34. Види на машинобудівних креслениках (ISO 128-34:2001, IDT)
- ДСТУ ISO 128-40:2005 Кресленики технічні. Загальні принципи оформлення. Частина 40. Основні положення про розрізи та перерізи (ISO 128-40:2001, IDT)
- ДСТУ ISO 128-43:2018 Технічна документація на продукцію (TPD). Загальні принципи подання. Частина 43. Метод проекціювання на будівельних креслениках (ISO 128-43:2015, IDT)
- ДСТУ ISO 128-44:2005 Кресленики технічні. Загальні принципи оформлення. Частина 44. Розрізи та перерізи на машинобудівних креслениках (ISO 128-44:2001, IDT)
- ДСТУ ISO 128-50:2005 Кресленики технічні. Загальні принципи оформлення. Частина 50. Основні положення про зображення розрізів i перерізів (ISO 128-50:2001, IDT)
- ДСТУ ISO 5456-1:2006 Кресленики технічні. Методи проеціювання. Частина 1. Загальні положення (ISO 5456-1:1996, IDT)
- ДСТУ ISO 5456-2:2005 Кресленики технічні. Методи проеціювання. Частина 2. Ортогональні зображення (ISO 5456-2:1996, IDT)
- ДСТУ ISO 5456-3:2006 Кресленики технічні. Методи проеціювання. Частина 3. Аксонометричні зображення (ISO 5456-3:1996, IDT)
- ДСТУ ISO 5456-4:2006 Кресленики технічні. Методи проеціювання. Частина 4. Центральне проеціювання (ІSO 5456-4:1996, ІDT)
- ДСТУ ГОСТ 2.317:2014 Єдина система конструкторської документації. Аксонометричні проекції (ГОСТ 2.317-2011, IDТ)

### Розміри та допуски
- ДСТУ ГОСТ 2.307:2013 ЄСКД. Нанесення розмірів і граничних відхилів (ГОСТ 2.307-2011, IDT)
- ДСТУ ГОСТ 2.308:2013 Єдина система конструкторської документації. Зазначення допусків форми та розміщення поверхонь (ГОСТ 2.308-2011, IDТ)
- ДСТУ ISO 129-1:2007 Кресленики технічні. Проставлення розмірів i допусків. Частина 1. Загальні принципи (ISO 129-1:2004, IDT)
- ДСТУ ISO 129-4:2018 Технічна документація на продукцію (TPD). Познаки розмірів і допустимих відхилів. Частина 4. Визначення розмірів на суднобудівельних креслениках (ISO 129-4:2013, IDT)
- ДСТУ ISO 7083:2009 Кресленики технічні. Умовні познаки геометричних допусків. Співвідношення та розміри
- ДСТУ EN ISO 5459:2018 Технічні вимоги до геометричних характеристик продукції (GPS). Геометричні допуски. Бази та системи баз (EN ISO 5459:2011, IDT; ISO 5459:2011, IDT)
- ДСТУ EN ISO 8015:2018 Технічні вимоги до геометричних характеристик продукції (GPS). Принципи базових допусків (EN ISO 8015:2011, IDT; ISO 8015:2011, IDT)

### Електронні документи, моделі, структура виробу
- ДСТУ ГОСТ 2.051:2006 ЄСКД. Електронні документи. Загальні положення (ГОСТ 2.051-2006, IDT)
- ДСТУ ГОСТ 2.052:2006 ЄСКД. Електронна модель виробу. Загальні положення (ГОСТ 2.052-2006, IDT)
- ДСТУ ГОСТ 2.053:2006 ЄСКД. Електронна структура виробу. Загальні положення (ГОСТ 2.053-2006, IDT)
- ДСТУ ГОСТ 2.511:2014 ЄСКД. Правила передавання електронних конструкторських документів. Загальні вимоги (ГОСТ 2.511-2011, IDT)
- ДСТУ ГОСТ 2.512:2014 ЄСКД. Правила виконання пакетів даних для передавання електронних конструкторських документів. Загальні вимоги (ГОСТ 2.512-2011, IDT)

### Схеми
- ДСТУ IEC 60617:2018 Графічні символи для схем (IEC 60617:2012 DB, IDT)
- ГОСТ 2.796-95 ЕСКД. Обозначения условные графические в схемах. Элементы вакуумных систем
- ДСТУ ГОСТ 2.797:2018 ЄСКД Правила виконання вакуумних схем (ГОСТ 2.797-2016, IDT)

### Познаки з'єднань на креслениках
- ДСТУ EN ISO 15785:2018 Кресленики технічні. Символи та познаки для склеєних, складених і пресованих з'єднань (EN ISO 15785:2002, IDT; ISO 15785:2002, IDT)
- ДСТУ ISO 2553:2019 Зварювання та споріднені процеси. Умовні познаки на креслениках. Зварні з'єднання.